# روبرت نوتال
روبرت نوتال (بالإنجليزية: Robert Nuttall)‏ (1 مايو 1908 في المملكة المتحدة - 10 يناير 1983 في المملكة المتحدة) هو لاعب كرة قدم بريطاني (وحمل سابقاً جنسية المملكة المتحدة لبريطانيا العظمى وأيرلندا) في مركز الدفاع. لعب مع نادي نيلسون وTurton F.C. ‏.